# Patryk Walczak
Patryk Walczak (Szczecin, 29 de julio de 1992) es un jugador de balonmano polaco que juega de pívot en el RK Zagreb. Es internacional con la selección de balonmano de Polonia.
Su primer gran campeonato con la selección fue el Campeonato Mundial de Balonmano Masculino de 2017.

## Palmarés

### Kielce
- Liga de Polonia de balonmano (1): 2017
- Copa de Polonia de balonmano (1): 2017

### Vardar
- Liga de Macedonia del Norte de balonmano (2): 2021, 2022
- Copa de Macedonia del Norte de balonmano (2): 2021, 2022

### Sporting Portugal
- Copa de Portugal de balonmano (1): 2023

### RK Zagreb
- Liga de Croacia de balonmano (1): 2024
- Copa de Croacia de balonmano (1): 2024

## Clubes
| Club                      | País                | Año         |
| ------------------------- | ------------------- | ----------- |
| SMS Gdańsk                | Polonia             | 2008 - 2011 |
| Pogoń Szczecin            | Polonia             | 2011 - 2016 |
| Vive Kielce               | Polonia             | 2016 - 2018 |
| Massy Essonne HB (cedido) | Francia             | 2017 - 2018 |
| TuS Nettelstedt-Lübbecke  | Alemania            | 2018 - 2020 |
| RK Vardar                 | Macedonia del Norte | 2020 - 2022 |
| Sporting de Lisboa        | Portugal            | 2022 - 2023 |
| RK Zagreb                 | Croacia             | 2023 - Act. |